# Épiaire des marais
Stachys palustris
Espèce
Classification phylogénétique
Statut de conservation UICN

 LC  : Préoccupation mineure
L'épiaire des marais (Stachys palustris) est une espèce de plantes à fleurs de la famille des Lamiacées. C'est une plante herbacée vivace originaire d'Eurasie et introduite en Amérique.

## Habitats
Roselières, prairies humides, rives, fossés au bord des routes.

## Description

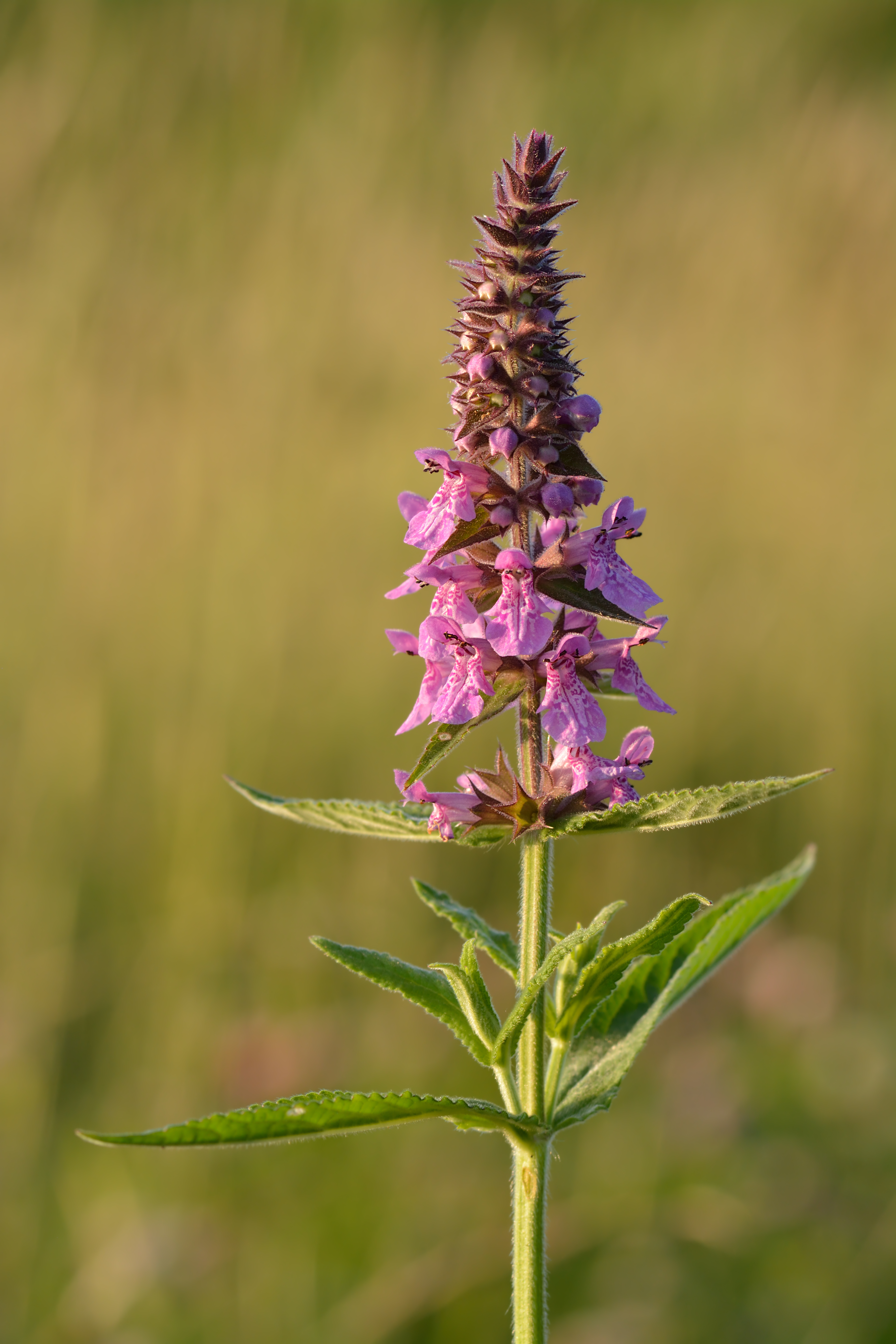
Stachys palustris.

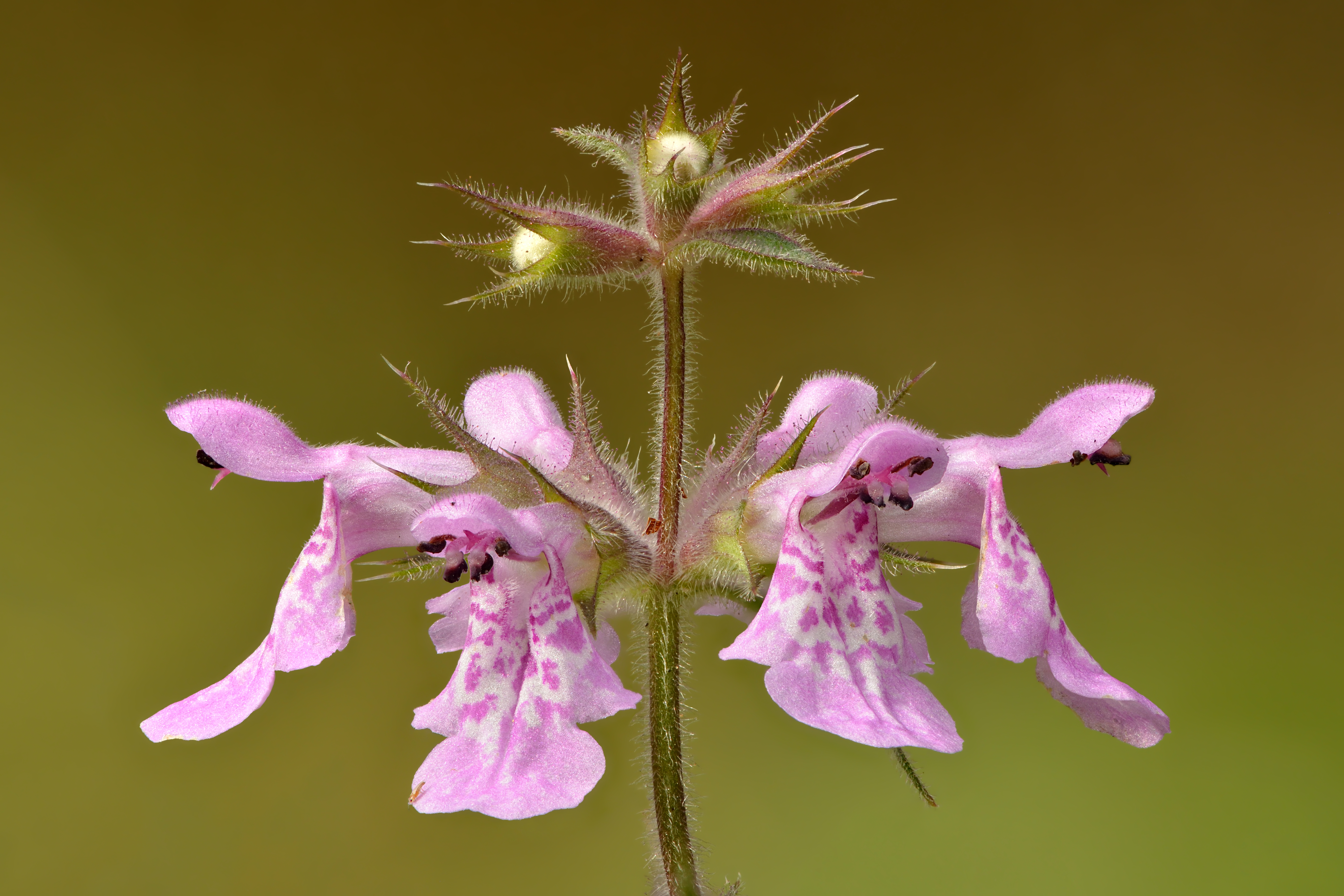
Inflorescence d'épiaire des marais, vers Keila en Estonie.

C'est une plante assez haute (40 à 100 cm), à feuilles pointues, légèrement dentées.

### Caractéristiques
Organes reproducteurs
- Couleur dominante des fleurs : rose
- Période de floraison : juillet-octobre
- Inflorescence : glomérules spiciformes
- Sexualité : hermaphrodite
- Ordre de maturation : protandre
- Pollinisation : entomogame

Graine
- Fruit : akène
- Dissémination : épizoochore

Habitat et répartition
- Habitat type : mégaphorbiaies planitiaires-collinéennes, mésotrophiles, neutrophiles
- Aire de répartition : circumboréal

Données d'après : Julve, Ph., 1998 ff. - Baseflor. Index botanique, écologique et chorologique de la flore de France. Version : 23 avril 2004.

## Statut de protection
En France, Stachys palustris est une espèce protégée en région Provence-Alpes-Côte d'Azur.